# Hans Wagner (Radsportler)

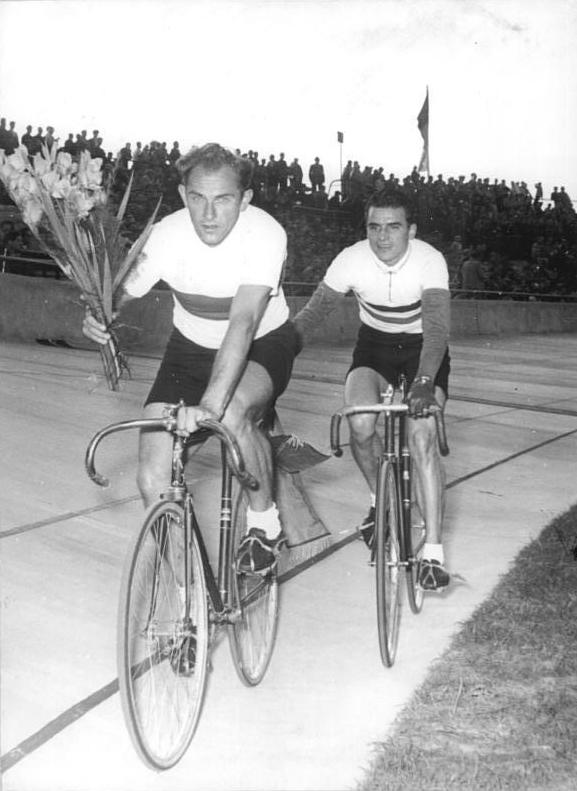
Hans Wagner (links) im 1955.

Hans Wagner, genannt „Hanne“,  (* 12. September 1924 in Berlin)  ist ein ehemaliger deutscher Radsportler, der vorwiegend Bahnrennen bestritt.

## Sportliche Laufbahn
Er war Mitglied des SC Einheit Berlin (Vorläufer des SC Dynamo Berlin) und langjähriges Mitglied der Bahn-Nationalmannschaft der DDR.
Wagner begann 1942 mit dem Radsport. Er löste 1946 die Lizenz als Berufsfahrer, um Rennen bestreiten zu können, ließ sich aber, als Amateurvereine von den Alliierten wieder zugelassen wurden, reamateurisieren.
Neben Bahnrennen bestritt er hauptsächlich Kriterien. Außerdem startete er bei der DDR-Rundfahrt 1950 und beendete die 1825 Kilometer lange Rundfahrt als 42., nachdem er sich bis zur Halbzeit auf dem 11. Platz behauptet hatte.
Seine Domäne blieb jedoch die Bahn. Zur Eröffnung der Winterbahn in Ost-Berlin (Werner-Seelenbinder-Halle) am 19. November 1951 gewann er das Auftaktrennen, den Sprintwettbewerb. Er stellte auch den ersten offiziellen Bahnrekord auf der 171 Meter langen Winterbahn auf, in dem er beim Rundenrekordfahren 11,2 Sekunden fuhr. Zweimal triumphierte Wagner auf dieser Bahn bei den traditionellen 1001 Runde jeweils mit Heinz Wahl und Ronald Maraun (die Rennen wurden in diesen Jahren mit drei Fahrern pro Mannschaft ausgetragen).
Einen DDR-Meistertitel errang er im Zweier-Mannschaftsfahren mit Heinz Wahl 1957 auf der Radrennbahn Fredersdorf. In dieser Disziplin konnte er sich mit unterschiedlichen Partnern bis 1956 noch mehrmals auf den Rängen zwei und drei platzieren.
Er beendete seine Laufbahn 1959 mit nochmals 20 Saisonsiegen. Seine Palmarès umfassten insgesamt mehr als 250 Siege.

## Berufliches
Wagner war gelernter Bäcker und arbeitete auch als Geselle, später wurde er Angestellter beim Magistrat von Berlin und danach Radsporttrainer in Berlin. In den letzten Jahren seiner Berufstätigkeit war er Erzieher in einer Berliner Kinder- und Jugendsportschule.